# Antonio Castejón Espinosa
Antonio Castejón Espinosa   (Manila, 1 de juny de 1896 - Madrid, 2 de juliol de 1979) va ser un militar espanyol que va participar en la revolta militar contra el govern de la II República que va donar origen a la Guerra Civil espanyola.
Com comandant de La Legió, va dirigir una de les columnes que van dur a terme el ràpid avanç per Andalusia i a través d'Extremadura, duent a terme alguns dels pitjors episodis de repressió de tota la contesa, sent especialment cèlebre la massacre de Badajoz. Aquests fets van propiciar que Castejón hagi estat considerat habitualment un militar sanguinari.

## Guerra Civil espanyola
Amb el grau de comandant de l'arma d'infanteria, i destinat en la Legió Espanyola va prendre partit amb el bàndol revoltat en el cop d'estat contra la Segona República Espanyola, ocupant per la força l'Alta Comissaria d'Espanya en el Protectorat Espanyol al Marroc, situat a la ciutat de Tetuan.
Entre el 19 i el 20 de juliol va passar a Sevilla per via aèria amb una companyia de la Legió. Allí va dirigir els atacs de les forces revoltades contra les milícies populars atrinxerades als barris.
A continuació va rebre ordres del general Queipo de Llano d'ocupar diverses localitats d'Andalusia. En poc temps capturà a sang i fetge les viles de Morón de la Frontera, Utrera i Puente Genil, guanyant-se fama de sanguinari pels brutals mètodes utilitzats en aquesta campanya. Reduïda així la pressió republicana sobre Sevilla i Còrdova, després d'una reunió l'1 d'agost de 1936 va rebre l'encàrrec del general Franco de dirigir-se cap a Extremadura, comandant una de les quatre columnes que, a les ordres del tinent coronel Juan Yagüe, havien d'enllaçar amb les forces del general Mola situades al nord. Castejón estava al comandament del II Tabor de Ceuta i també de la V Bandera de la Legió.
En la nit del 2 d'agost va partir de Sevilla al capdavant de la seva columna que, actuant de forma conjunta amb les dels tinents coronels Carlos Asensio Cabanillas i Heliodoro Tella Cantos van aconseguir la ràpida i sagnant ocupació de Zafra, Almendralejo, Mèrida i la ciutat de Badajoz, així com d'altres localitats d'Extremadura, on van perpetrar una feroç repressió culminada amb la massacre de Badajoz. Així, el 14 d'agost la 16 Companyia de la IV Bandera de la Legió comandada pel capità Pérez Caballero a l'avantguarda va atacar per la bretxa de Trinidad finalitzant així les operacions d'atac sobre Badajoz.
El 21 d'agost va trencar el cèrcol a l'assetjat monestir de Guadalupe, posant en escac a la "Columna Fantasma" del capità Uribarri. Ja entrat la tardor de 1936 va combatre en el front de Toledo i posteriorment en el de Madrid, on va ser ferit de gravetat en un maluc en un dels forts combats a la Casa de Campo.
Després de ser ascendit a coronel va participar, al juliol de 1938, en la Batalla de l'Ebre al comandament d'una divisió integrada en el cos d'exèrcit marroquí. Seria ascendit a general al final de la Guerra, aconseguint posteriorment el grau de tinent general, en 1954 fou nomenat capità general de les Illes Balears i en 1957 el comandament de la Capitania General de la II Regió Militar amb seu a Sevilla.

## Dictadura franquista
Des del 21 de desembre de 1939 fins al 18 de juny de 1942 va estar al comandament del Terç Duque de Alba de la Legió Espanyola.
Va presidir en consell de guerra i va signar la sentència de mort contra el falangista Juan José Domínguez Muñoz, afusellat l'1 de setembre de 1942 després de l'atemptat de Begoña contra els tradicionalistes.

## Condecoracions
En complir-se el XX aniversari de la revolta militar, li va ser atorgada la Gran Creu de l'Orde de Cisneros, al mèrit polític.
També va rebre la medalla d'or de la ciutat de Sevilla, i fou nomenat Hermano Mayor Honorario de la Germandat de Santa Genoveva.